# Roland de Marès
Roland de Marès (1874-1955) est un poète, journaliste et écrivain belge.

## Biographie
Fils de Jean Nicolas Guillaume de Marès et de Jeanne Joséphine Leuris (1839-1884), originaires de Hasselt. Son père est greffier en chef au tribunal de première instance de Runxt, où la famille s'est installée. Roland De Marès suit des études secondaires à l'athénée royal, où il est influencé par son professeur Victor Remouchamps (Lier, 1862 - Hasselt, 1907), lui-même poète et prosateur. En 1892, il part pour Paris, où il complète ses études littéraires à la Sorbonne.
La même année, Roland de Marès publie des poèmes, des traductions et des critiques littéraires dans des périodiques français comme La Plume et le Mercure de France, tout en participant à des récitals de poésie.
En 1893, Maurice Ravel compose la Ballade de la reine morte d'aimer d'après l'un de ses textes extraits de ses Ariettes douloureuses.
En 1895, il collabore à la revue dirigée par Jacques des Gachons, Le Livre des légendes. Aux éditions du Mercure de France, il publie deux recueils de contes. Il est également secrétaire de rédaction de La Revue idéaliste, littéraire, artistique et philosophique, aux côtés de Michel Chabance, futur directeur du théâtre d'Orléans, et d'Yvanhoé Rambosson (1872-1943).
Il est ensuite chroniqueur politique à La Grande Revue, au journal Le Temps, puis nommé rédacteur en chef du journal L'Indépendance belge.
Durant la Première Guerre mondiale, réfugié en France, il produit des essais témoignant des destructions commises dans son pays par l'Armée allemande. Il collabore à L'Illustration et aux Annales politiques et littéraires.
Dans les années 1930, il est correspondant politique au Miroir du monde tout en poursuivant sa collaboration au Mercure de France, à la Revue de Paris et au Temps : pour ce quotidien, durant les années 1930, il est en étroite liaison avec Alexis Léger, et le Quai d'Orsay.
Après 1945, il devient un spécialiste de l'histoire de la Seconde Guerre mondiale.

## Publications
- Ariettes douloureuses, Paris, Léon Vanier, 1893.
- En Barbarie, éd. du Mercure de France, 1895.
- L'Âme d'autrefois, éd. du Mercure de France, 1896.
- Baisers d’avril, baisers de sang, contes, 1897.
- Le Congo, 1908.
- La Belgique envahie, dessins de Frans Masereel, Georges Crès et Cie, éditeurs, 1915.
- Pour la civilisation latine, 1915.
- Le Miroir des jours, G. Crès, 1916.
- [préface], La Patrie belge. Pour la commémoration du Centenaire de notre Indépendence, Bruxelles, 1930.
- Jap et ceux de la lande, contes, 1935.
- La Maison du chanoine, roman, 1936.
- [édit.], Le deuxième conflit mondial, 2 tomes, Paris, Éditions G.P., 1946.
- Grandeur et décadence du royaume des bêtes, ill. de Calvo, Éditions G.P., 1947.